# Szopka (polana)
Szopka – jedna z polan pienińskich. Znajduje się na południowych stokach opadających z Przełęczy Szopka (Chwała Bogu) w Pieninach Właściwych do Wąwozu Szopczańskiego. Właśnie od nazwy polany pochodzi nazwa tego wąwozu. Z polany ładny widok na Tatry.
Polana należy do tzw. suchych polan pienińskich. Jest bogata w gatunki, gdyż na 1 m² występuje tu aż 30-40 gatunków roślin kwiatowych, wśród nich takie, jak: koniczyna pogięta, kozibród wschodni, kukułka bzowa, mieczyk dachówkowaty. Dawniej polana była użytkowana rolniczo – koszona. Notowana jest w dokumentach z 1621 r. Po włączeniu jej do Pienińskiego Parku Narodowego zaprzestano jej rolniczego użytkowania. By jednak zapobiec jej zaniknięciu wskutek naturalnej sukcesji (tu: zarośnięcia lasem), polana jest co roku koszona (pod koniec lipca). Pozostawia się jednak pewien niewykoszony obszar (co roku w innym miejscu), by umożliwić przetrwanie licznym i rzadkim gatunkom pienińskich owadów.
Obok polany, w kierunku szczytów Trzech Koron znajduje się w lesie bardzo atrakcyjna skała wapienna zwana Kopą Siana. Polana jest ogrodzona drewnianym płotem, by zapobiec jej rozdeptywania przez licznie wędrujących tędy turystów – przełęcz Szopka jest w sezonie turystycznym jednym z najbardziej zatłoczonych miejsc w Pieninach.
Szopka znajduje się w granicach wsi Sromowce Wyżne w województwie małopolskim, w powiecie nowotarskim, w gminie Czorsztyn.

## Szlaki turystyki pieszej
ze Sromowiec Niżnych przez Wąwóz Szopczański na przełęcz Szopka (1:15 h). Polana znajduje się po obu stronach ścieżki.
 główny szlak pieniński z przełęczy Osice przez Macelak, przełęcz Trzy Kopce, przełęcz Szopka i dalej grzbietem Masywu Trzech Koron i Pieninek do Szczawnicy.

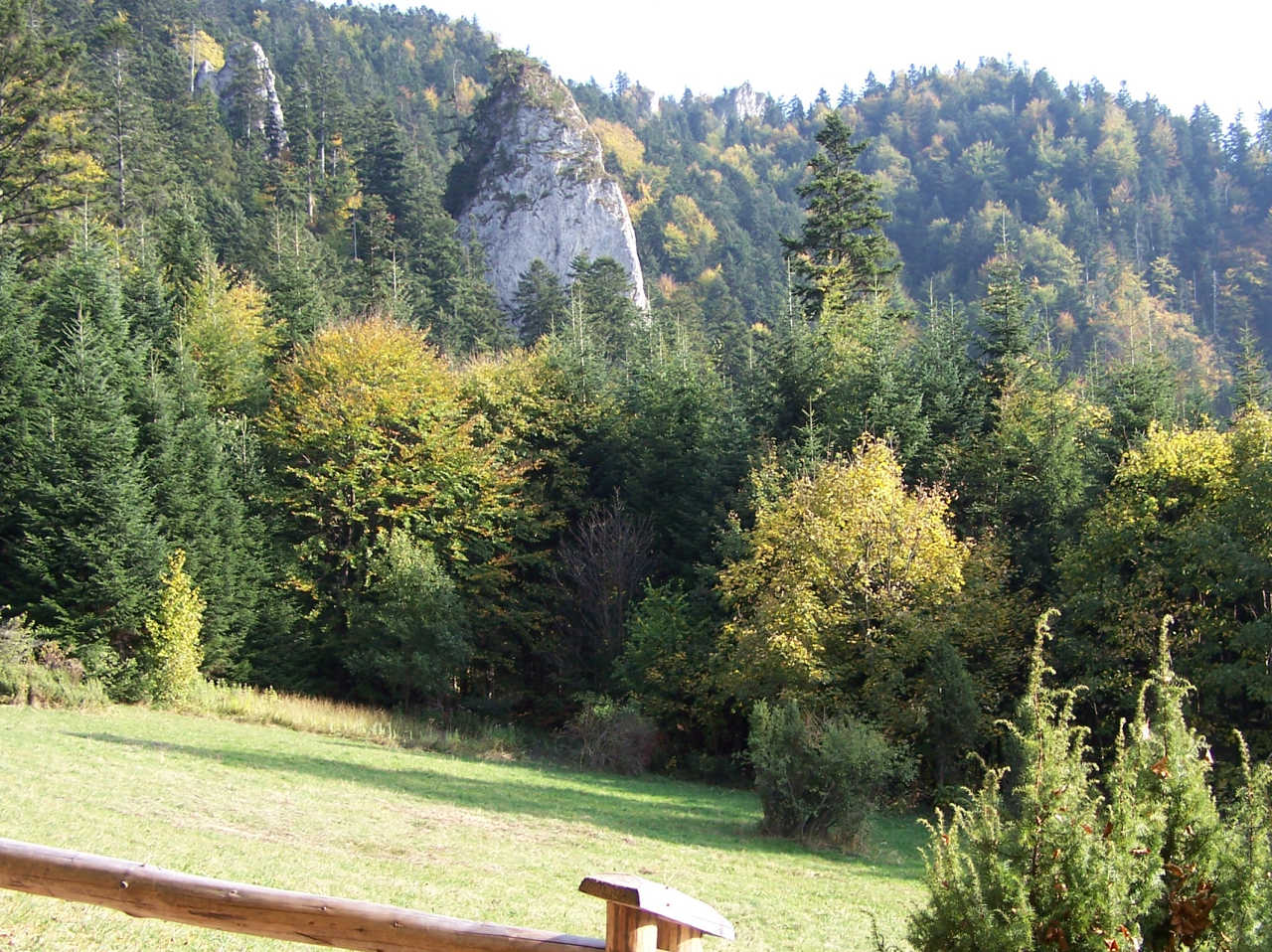
Widok ze ścieżki w kierunku Kopy Siana